# Långviksudden
Långviksudden är en udde i Finland. Den ligger i Borgå i landskapet Nyland, i den södra delen av landet, 40 km nordost om huvudstaden Helsingfors.
Terrängen inåt land är platt. Havet är nära Långviksudden åt sydost.  Närmaste större samhälle är Borgå, 9,5 km nordost om Långviksudden. 